# Peque Prix
Peque Prix fue un programa de televisión español creado por la productora Europroducciones, dirigido por Francesco Boserman y emitido por TVE. Fue un spin-off del exitoso programa Grand Prix del verano, del mismo equipo creativo y producción, pero no contó, en su presentación, con la labor de Ramón García, quien sí apareció en breves scketches interpretando a un profesor.

## Presentadores y personajes
| Torneo             | 1    | 1    | 2    | 3    | 4    | 5    | 5    | 6    |
| Año                | 1998 | 1999 | 1999 | 1999 | 1999 | 1999 | 2000 | 2000 |
| ------------------ | ---- | ---- | ---- | ---- | ---- | ---- | ---- | ---- |
| Miriam Domínguez   |      |      |      |      |      |      |      |      |
| Pilar Soto         |      |      |      |      |      |      |      |      |
| Carlos Castel      |      |      |      |      |      |      |      |      |
| Profesor García    |      |      |      |      |      |      |      |      |
| Momia              |      |      |      |      |      |      |      |      |
| Andrés Caparrós    |      |      |      |      |      |      |      |      |
| Esther Bizcarrondo |      |      |      |      |      |      |      |      |
| Patricia Gallo     |      |      |      |      |      |      |      |      |
| Chencho            |      |      |      |      |      |      |      |      |

     Presentador/a principal
    
Copresentador/a
     Personaje

## Torneos
- 1.er torneo- 1998/1999 (10 de octubre - 2 de enero)
- 2.° torneo- 1999 (9 de enero - 3 de abril)
- 3.er torneo- 1999 (10 de abril - 10 de julio)
- 4.° torneo- 1999 (25 de septiembre - 18 de diciembre)
- 5.° torneo- 1999/2000 (25 de diciembre - 25 de marzo)
- 6.° torneo- 2000 (1 de abril - 13 de mayo)

## Dirección musical
- Federico Vaona (1998-2000)

## Funcionamiento
El formato consiste en el enfrentamiento entre 2 colegios españoles que tendrán que superar varias pruebas y obstáculos para intentar conseguir el mayor número de puntos que den la victoria a su colegio. Para ellos deberán superar varias pruebas de obstáculos, algunas basadas en juegos populares como "Los Bolos", otras de carácter físico como "Los Aguadores" o "Salvad al Gatito", y varias pruebas con vaquilla. Muchas de las pruebas están basadas en pruebas del Grand Prix como "¿Quién Teme al Lobo Feroz?" o "Banquete de Bodas".
El equipo de cada colegio estaba capitaneado por el director/a del centro y estaba formado por 20 alumnos, de entre 8 y 14 años, y 3 profesores, quienes eran los que tenían que superar las pruebas con vaquilla, pertenecientes al centro educativo.
Cada torneo cuenta por la participación de 24 colegios que compiten de dos en dos a lo largo de 12 programas. Los dos colegios con mayor puntuación al final del torneo se enfrentan en la "Gran Final" para determinar el ganador absoluto del torneo.

## Pruebas
- Aventura en la jungla
- El secreto del lago
- La montaña musical
- La fábrica de galletas
- ¿Quién teme al lobo veloz?
- Caballero sin castillo
- Baloncesto estelar
- Tanda de penaltis
- Hockey explosivo
- Los aguadores
- Carrera de sacos
- Pista deslizante
- El rey danzón
- El banquete de bodas
- La vaquilla curiosa
- ¡Toma polen!
- Salvad el gatito
- La catarata
- Pasajero en tránsito
- La cura del adelgazamiento
- Los bolos
- La hora del prof. García
- En busca del tesoro

## Primera etapa
El programa se estrenó el 10 de octubre de 1998 en la mañana del sábado en La 1 de TVE.
Los presentadores de las tres primeras ediciones emitidas entre el 10 de octubre de 1998 y el 10 de julio de 1999 fueron: Miriam Domínguez, Carlos Castel y Pilar Soto, acompañados por los personajes del programa: el profesor García y la Momia.

### I edición - 1998/1999 (10 de octubre - 1 de enero)
| Equipo azul                                                            | Equipo amarillo                                                    | Resultado |
| Colegio Público el Álamo (Madrid)                                      | Colegio Público Fernando Marín (Mora) (Toledo)                     | 25-16     |
| Colegio Público San Mateo (Salamanca)                                  | Colegio Público Virgen de Navaserrada (El Hoyo de Pinares) (Ávila) | 27-25     |
| Colegio Público Nuestra Señora de la Asunción (Alcantarilla) (Murcia)  | Colegio Alcázar de Segovia (Segovia)                               | 21-21     |
| Colegio Público Lourdes (Madrid)                                       | Colegio Santíssim Crist del Bon Encert (Alfaz de Pi) (Valencia)    | 21-21     |
| Colegio Público Nuestra Señora de la Antigua (Cebolla) (Toledo)        | Colegio Público San Francisco (Almendralejo) (Badajoz)             | 21-24     |
| Colegio Público Alkor (Alcorcón)                                       | Colegio Público San Miguel (Trevías) (Asturias)                    | 20-14     |
| Colegio Público Concertado Santa Ana (Calatayud) (Zaragoza)            | Colegio Público Alonso Aguilar (Aguilar de la Frontera) (Córdoba)  |           |
| Colegio Público Francisco Giner de los Ríos (Villarrobledo) (Albacete) | Colegio Público Santa Bárbara (Bembibre) (León)                    |           |
| Colegio Público los Arevacos (Arévalo) (Ávila)                         | Colegio Público García Lorca (Granada)                             |           |
| Colegio Público Sant Gabriel (Barcelona)                               | C.R.A. Vera Tiétar (Tejeda de Tiétar) (Cáceres)                    | 21-21     |
| Colegio Público Balconcillo (Guadalajara)                              | Colegio Público Virgen Olmacedo (Ólvega) (Soria)                   |           |

GRAN FINAL
| Equipo azul                            | Equipo amarillo                  | Resultado      |
| Francisco Giner de los Ríos (Albacete) | Santa Ana (Calatayud) (Zaragoza) | Gana Santa Ana |

### II edición - 1999 (9 de enero - 3 de abril)
| Equipo azul                                                                             | Equipo amarillo                                    | Resultado |
| Colegio Público Cristòfol Colom (Xixona) (Alicante)                                     | Colegio Público Henares (Mejorada del Campo)       | 17-16     |
| Colegio Público Conde de Mayalde (Añover de Tajo)                                       | Colegio Público Piñera (Vega de Espinareda)        |           |
| Colegio Público Concertado Claret (Segovia)                                             | Colegio Público Badiel (Guadalajara)               |           |
| Colegio Nuestra Señora de Guadalupe (Navalmoral de la Mata)                             | Colegio Sagrada Familia (Sevilla)                  |           |
| Colegio Santiago Apóstol (Aranjuez)                                                     | Colegio Inmaculado Corazón de María (Valencia)     |           |
| Colegio Santísima Trinidad (Algorta - Getxo)                                            | Colegio San Isidoro Labrador (Cabañas de la Sagra) |           |
| Colegio Jorge Juan de Xuvia (Narón)                                                     | Colegio Filiberto Villalobos (Béjar)               |           |
| Colegio Privado Concertado Santa Rosa de la Lima Dominicas (San Cristóbal de la Laguna) | Colegio Nuestra Señora de Gracia (Mahora)          |           |
| Colegio Público Manzano Jiménez (Campillos) (Málaga)                                    | Colegio Público Gabriel y Galán (Cáceress)         |           |
| Colegio Público San Fernando (Lorca)                                                    | Colegio Privado Concertado Santo Ángel (Madrid)    |           |
| Colegio Grazalema (Puerto de Santa María)                                               | Colegio la Vera Cruz (Aranda de Duero)             |           |
| Colegio Público Calvo Sotelo (Villamayor de Santiago)                                   | Colegio Público Ruperto Medina (Portugalete)       |           |

GRAN FINAL
| Equipo azul                 | Equipo amarillo             | Resultado |
| Manzano Jiménez (Campillos) | Apóstol Santiago (Aranjuez) |           |

### III edición - 1999 (10 de abril - 10 de julio)
| Equipo azul                                        | Equipo amarillo                                            | Resultado |
| Colegio Luis Vives (Elche)                         | Colegio Nuestra Señora del Rosario (Valladolid)            | 18-19     |
| Colegio Emilio Candel (Archena)                    | Colegio Concepción García Robles (Villaconejos)            | 20-17     |
| Colegio Enrique Alonso (Avilés)                    | C.R.A. Riaza (Riaza)                                       |           |
| Colegio Corazón de María (Zamora)                  | Colegio Alvar-Fáñez de Minaya (Guadalajara)                |           |
| Colegio Virgen de la Caridad (Villarrobledo)       | Colegio San Vicente de Paúl (Barbastro)                    | 14-27     |
| Colegio Público Alfonso XII (El Escorial)          | Colegio Público Miguel de Santamaría (Castillo de Bayuela) |           |
| C.R.A. Jorge Manrique (La Alberca de Záncara)      | Colegio the English School (San Sebastián)                 |           |
| Colegio Público Quevedo (León)                     | Cooperativa de Enseñanza el Salvador (Barreda)             |           |
| Colegio Nuestra Señora de la Candelaria (Zamora)   | Colegio Público Antón Martín (Mira)                        |           |
| Colegio Jacobo Rodríguez Pereira (Berlanga)        | Colegio Santa Quiteria (Higueruela)                        |           |
| Colegio Juan Ramón Jiménez (Becerril de la Sierra) | Colegio Sagrada Familia (Granada)                          |           |
| Escuela Pías de Tafalla (Tafalla)                  | Colegio San Agustín Salesianos (Linares)                   |           |

GRAN FINAL
| Equipo azul                        | Equipo amarillo              | Resultado |
| The English School (San Sebastián) | San Vicente de Paúl (Huesca) |           |

## Segunda etapa
El programa se estrenó el 25 de septiembre de 1999 en la mañana del sábado en La 1 de TVE.
Los presentadores de las tres ediciones de la segunda etapa emitidas entre el 25 de septiembre de 1999 y el 24 de junio de 2000 fueron: Andrés Caparrós, Esther Bizcarrondo y Patricia Gallo, siempre acompañados por los personajes del programa: el profesor García, la Momia y Chencho, la nueva incorporación.

### IV edición - 1999 (25 de septiembre - 18 de diciembre)
| Equipo azul                                                       | Equipo amarillo                                           | Resultado |
| Colegio Nuestra Señora de los Remedios (San Clemente)             | Colegio Santísima Trinidad (Alcorcón)                     |           |
| Colegio Nuestra Señora del Rosario (Ademuz)                       | Colegio Lope de Vega (Talavera de la Reina)               |           |
| Colegio Nuestra Señora de los Dolores (Valdepeñas)                | Colegio Nuestra Señora Begoña Hijas de la Cruz (Santurce) |           |
| Colegio Sagrado Corazón de Jesús (Zaragoza)                       | Colegio Nuestra Señora del Consuelo (Logorsán)            |           |
| Virgen del Rocío (Huelva)                                         | Fundación Colegio San Bernardo (Madrid)                   |           |
| Colegio Cuatro Santos (Cartagena)                                 | Colegio Antonio Machado (Salamanca)                       |           |
| Colegio Padres Franciscanos (La Coruña)                           | Colegio San Viator (Madrid)                               |           |
| Colegio San José (La Pobla de Vallbona)                           | Escuela de San Esteban (Gormaz)                           |           |
| Colegio Privado Concertado Txantxiku Ikastola (Oñate)             | Colegio Privado Concertado Altamira (Madrid)              |           |
| Escuelas Profesionales Sagrada Familia (Villanueva del Arzobispo) | Colegio Garcilaso de la Vega (Griñón)                     |           |

GRAN FINAL
| Equipo azul                                           | Equipo amarillo                   | Resultado |
| Nuestra Sra. de los Remedios de San Clemente (Cuenca) | Colegio Virgen del Rocío (Huelva) |           |

### V edición - 1999/2000 (25 de diciembre - 25 de marzo)
| Equipo azul                                                     | Equipo amarillo                                              | Resultado |
| Colegio Decroly (Madrid)                                        | Colegio Público Madre de Dios (Logroño)                      |           |
| Colegio Santa Magdalena Sofía (Zaragoza)                        | Colegio Público César Hurtado Delicado (Valverde de Leganés) |           |
| Colegio Público Agapito Marazuela (Coslada)                     | Colegio Público María Francisca Ruiz Miquel (Villajoyosa)    |           |
| Colegio Público Nuestra Señora de Belén (Albacete)              | Colegio Manuel Rial Mouza (La Coruña)                        |           |
| Colegio Everest (Pozuelo de Alarcón)                            | Colegio Público Miguel de Cervantes (Gibraleón)              |           |
| Colegio Calatorao (Calatorao)                                   | Colegio Virgen de Guadalupe (Quintana de Serena)             |           |
| Colegio Sagrado Corazón (La Solana)                             | Colegio Público Nacional Nuestra Señora de la Paz (Ronda)    |           |
| Colegio Público Sancho III el Mayor (Nájera)                    | Colegio Santa Ana (El Llano)                                 |           |
| Colegio Altamira (Fuenlabrada)                                  | Colegio Sagrada Familia (El Entrego)                         |           |
| Colegio la Salle - F. Joaquina Santander (Talavera de la Reina) | Colegio Esperanza Alhama (Loiu)                              |           |

GRAN FINAL
| Equipo azul                                  | Equipo amarillo                | Resultado |
| Colegio Público Sancho III el Mayor (Nájera) | Colegio Altamira (Fuenlabrada) |           |

### VI edición - 2000 (1 de abril - 13 de mayo)
| Equipo azul                                     | Equipo amarillo                                   | Resultado |
| Colegio Arcángel Gabriel (Madrid)               | Colegio Monte Gándara (El Puente)                 |           |
| Colegio San Juan Evangelista (Sonseca)          | Colegio Portaceli (Sevilla)                       |           |
| Colegio San Andrés (Almaraz)                    | Colegio Aldeas de Requena-Cheras (Campo de Arcís) |           |
| Colegio Rufino Mansi (Alcaudete de la Jara)     | Colegio Tomás Romojaro (Torres de Berrellen)      |           |
| Colegio Jorge Manrique (Ciudad Real)            | Colegio Mercedes (Santander)                      |           |
| Colegio las Nieves (Ávila)                      | Colegio CEIP Prácticas (Orense)                   |           |
| Colegio Virgen de Manjavacas (Mota del Cuervo)  | Colegio Nuestra Señora del Rosario (Humilladero)  |           |
| Colegio Público Virgen de Zocueca (Bailén)      | C.R.A. Santa Ana (Onteniente)                     |           |
| Colegio Público San Ángel de la Guarda (Madrid) | Colegio Público la Encarnación (Villena)          | 23-14     |

GRAN FINAL
| Equipo azul | Equipo amarillo | Resultado |
|             |                 |           |

## El especial peques del Grand Prix
En el año 2007, después del parón que tuvo la versión adulta en 2006, el programa volvió a la programación veraniega en los canales autonómicos de la FORTA. Para aprovechar el éxito de la vuelta del programa, decidieron hacer un programa especial del Grand Prix en el que los protagonistas serían los niños. Así, este especial peques del Grand Prix, recibió el enfrentamiento entre los niños de la Comunidad de Madrid, apadrinados por Blanca Fernández Ochoa y Àlex Casademunt, y los de la Comunidad Valenciana, apadrinados por Fran Murcia y Nani Gaitán. Los niños de estas dos comunidades autónomas se enfrentaron a las pruebas más clásicas del Grand Prix como Los Piratas, los Pingüinos, Vamos a la Playa, Corazón Explosivo, los Bolos y el Diccionario. Además, los niños contaron con la ayuda de los adultos para las pruebas con vaquilla como Supehéroes en Apuros, los Bebés Golosos y los Troncos Locos. Este especial fue presentado por Bertín Osborne y Cristina Urgel, los presentadores del Grand Prix de ese año.